# Академия Пограничной службы КНБ Республики Казахстан
Пограничная академия КНБ Республики Казахстан
Пограничная академия КНБ Республики Казахстан — высшее военно-учебное заведение Казахстана.

## История

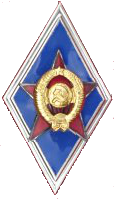
Нагрудный знак,
ВС СССР,
за окончание военно-учебного заведения — высших военных училищ и военных институтов.

Решением коллегии ОГПУ от 26 декабря 1931 г. было открыто в пригороде Харькова поселке Померках учебное заведение пограничного профиля с названием Вторая нормальная школа пограничной охраны и войск ОГПУ. В апреле 1938 г. школа была переименована в Харьковское военное училище пограничных и внутренних войск НКВД им. Ф. Э. Дзержинского со сроком обучения два года. В октябре наименование: Алма-Атинское пограничное военное училище им. Ф. Э. Дзержинского. 2 апреля 1957 г. согласно совместному приказу МВД/КГБ учебное заведение передано из ведения МВД в КГБ. Срок обучения — 3 года. 15 июля 1960 г. приказом КГБ при СМ СССР от 22 января 1960 учебное заведение преобразовано в Алма-Атинское высшее пограничное командное училище (с 4-летним сроком обучения). В августе 1961 года в училище состоялся последний выпуск офицеров с трехгодичным сроком обучения, занимавшихся по программе среднего военного учебного заведения. В ААВПКУ завершали обучение курсанты 1-го и 2-го курсов расформированного в 1960 г. Калининградского ВПКУ.
Академия Пограничной службы КНБ Республики Казахстан создана на базе Высшего пограничного командного Краснознамённого ордена Октябрьской Революции училища КГБ СССР имени Ф. Э. Дзержинского, которое с образованием пограничных войск Казахстана было переименовано в Высшее пограничное командное училище Комитета национальной безопасности Республики Казахстан. В 1993 году на его базе образован Военный Институт КНБ РК с 5-летним сроком обучения и введением программы высшего юридического образования для выпускников. В 1995—1997 годах — Военный институт пограничных войск Республики Казахстан.
В 1997 году юридическое образование для слушателей отменено, кафедры юридических дисциплин расформированы, Военный институт вновь преобразован в Высшее пограничное командное училище Вооруженных Сил Республики Казахстан с 4-летним сроком обучения курсантов.
С 26 июня 1999 года согласно Указу президента учебное заведение было вновь реорганизовано в Военный институт КНБ РК. С 2010 г. — Пограничная академия КНБ РК.
Указом Президента Республики Казахстан от 13 марта 2012 года № 282 Пограничная академия КНБ РК переименована в Академию Пограничной службы Комитета национальной безопасности Республики Казахстан.

### Основные исторические даты
26 декабря 1931 года приказом коллегии Объединенного Государственного Политического Управления (ОГПУ) в г. Харькове организована Вторая нормальная школа пограничной охраны и войск ОГПУ. Первым начальником школы был назначен комдив Крафт Эдуард Эдуардович.
В июле 1933 начальником школы назначен комбриг Лепин Э. М.
10 мая 1934 приказом НКВД СССР 1001 школа переименована во Вторую объединённую пограничную школу имени Ф. Э. Дзержинского.
В январе 1937 год состоялся первый выпуск курсантов авиационного отделения (лётчиков). В апреле приказом НКВД № 168 школа переименована в Харьковское военное училище пограничных и внутренних войск НКВД имени Ф. Э. Дзержинского.
В марте 1938 начальником училища назначен полковник Яхнин Б. Д.
В октябре 1939 начальником училища назначен полковник Левинсон Я. М.
В сентябре 1940 в связи с советско-финской войной училище произвело четыре досрочных выпуска молодых командиров и слушателей переподготовки.
В феврале 1941 приказом НКВД № 990 училище переименовано в Харьковское кавалерийское пограничное училище НКВД имени Ф. Э. Дзержинского. В июле в связи с началом Великой Отечественной войны училище произвело три досрочных выпуска курсантов. В октябре на основании приказа НКВД СССР училище снято со службы завесы Юго-Западного фронта и передислоцировалось в г. Ташкент.
В 1942 году училище произвело несколько выпусков молодых офицеров по ускоренной программе обучения.
В 1943 году начальником училища назначен генерал-майор Ухов И. Н.
В августе 1944 на основании приказа НКВД СССР училище передислоцировалось в г. Алма-Ату. В командование училищем вступил полковник Антонов Сергей Михайлович.
В 1945 году училище переименовано в Алма-Атинское военное училище войск НКВД.
Приказом МВД СССР от 28.09.54 г. начальником училища назначен полковник Баранов Григорий Иванович.и.
Приказом Председателя КГБ при СМ СССР от 3 января 1958 училище именуется «Алма-Атинское пограничное военное училище КГБ при СМ СССР».
В июне 1960 училище переименовано в Высшее пограничное командное училище КГБ при СМ СССР.
В 1963 году произведён первый выпуск с общим высшим и средним военным образованием.
В марте 1967 произведён выпуск младших лейтенантов, подготовленных на трехмесячных курсах. 21 апреля вручено новое полотнище Боевого Знамени с новым наименованием училища «Высшее пограничное командное училище». В сентябре открыт профиль по подготовке офицеров-политработников.
Приказом КГБ СССР от 3 сентября 1968 начата подготовка офицеров по профилям политсостава и службы собак. 25 апреля вступил в командование училищем полковник Любин Виктор Иванович.
21 июля 1969 вступил в командование училищем полковник Заболотный Григорий Маркович.
Постановлением Совета Министров СССР от 7 июля 1971 училище именуется «Высшее пограничное командное училище имени Ф. Э. Дзержинского».
За большой вклад в дело подготовки высококвалифицированных офицерских кадров Указом Президиума Верховного Совета Союза ССР от 30 апреля 1975 училище награждено орденом Красного Знамени. С 6 мая училище именуется «Высшее пограничное командное Краснознаменное училище КГБ при СМ СССР имени Ф. Э. Дзержинского».
В 1976 году вступил в командование училищем Герой Советского Союза генерал-лейтенант Меркулов Матвей Кузьмич.
Приказом КГБ СССР от 16 июня 1978 создана кафедра служебного собаководства. Приказом КГБ СССР от 9 августа в штат училища введён центральный питомник пограничных войск КГБ СССР с местом дислокации в учебном центре.

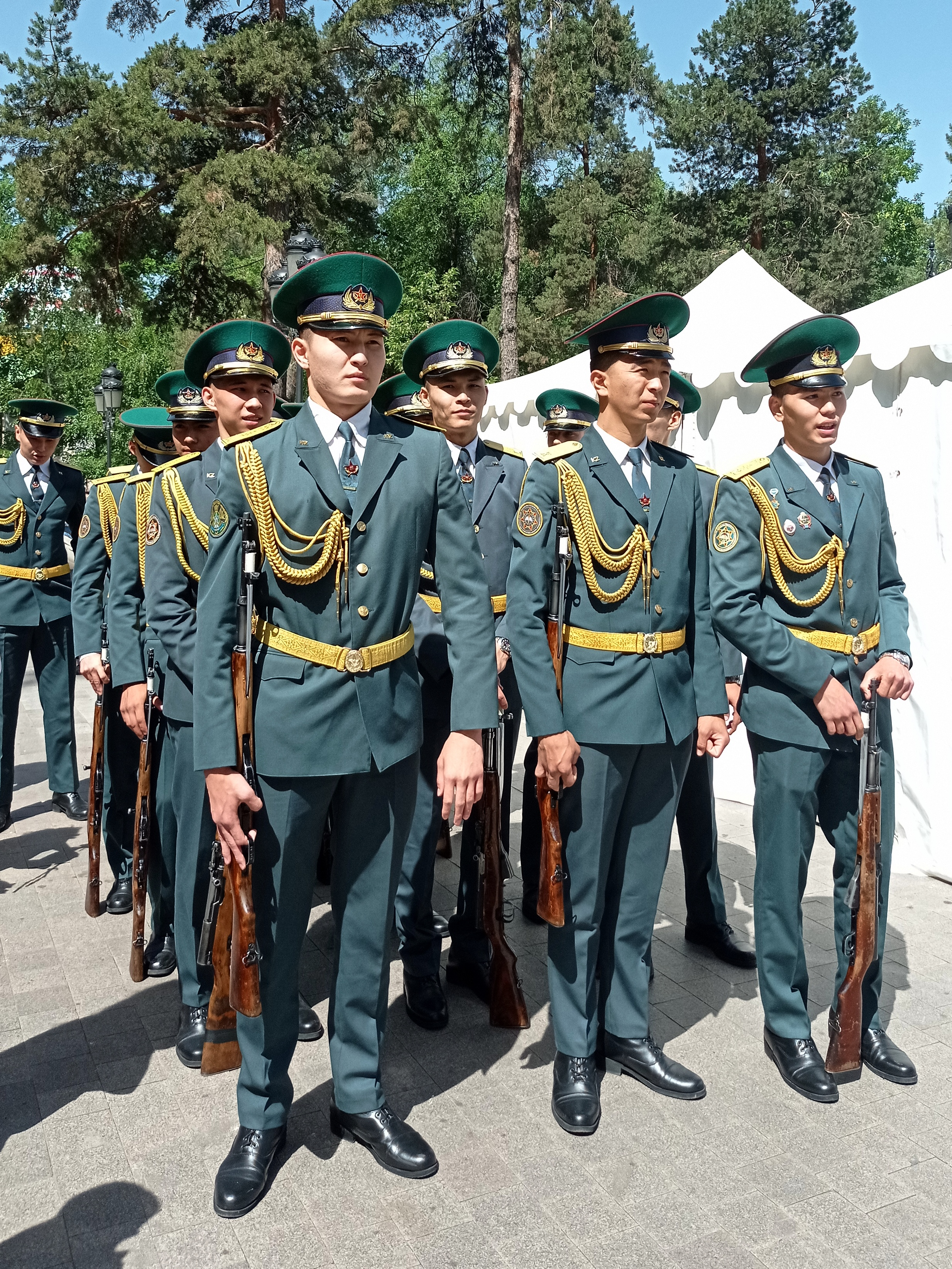
Курсанты Академии Пограничной службы КНБ Республики Казахстан в парадной форме

За большой вклад в дело подготовки высококвалифицированных кадров Указом Президиума Верховного Совета Союза ССР от 26 декабря 1981 училище награждено орденом Октябрьской Революции. В соответствии с Указом Президиума Верховного Совета СССР от 26 декабря училище именуется «Высшее пограничное командное ордена Октябрьской Революции Краснознаменное училище КГБ СССР имени Ф. Э. Дзержинского». Приказом КГБ СССР от 5 октября изменен профиль обучения: вместо подготовки офицеров с общим высшим и средним военным образованием введена подготовка с высшим военно-специальным образованием — преподаватель начального военного обучения. Приказом Председателя КГБ СССР от 27 июля годовой праздник училищу установлен 26 декабря.
Приказом КГБ СССР от 24 апреля 1982 в штат училища введен Учебный центр (спецфакультет). Его начальником назначен полковник Ослин В. А.
Приказом КГБ СССР от 20 июля 1985 начальником училища назначен генерал-лейтенант Карпов Иван Григорьевич.
Приказом КГБ СССР от 6 марта 1987 начальником училища назначен генерал-майор Пашеев Владимир Сергеевич.
Приказом КГБ СССР от 7 апреля 1990 начальником училища назначен полковник Лукашевич Николай Филиппович.
В 1992 году приказом Председателя КНБ Республики Казахстан училище было переименовано в Алма-Атинское Высшее пограничное командное училище КНБ Республики Казахстан имени Ф. Э. Дзержинского.

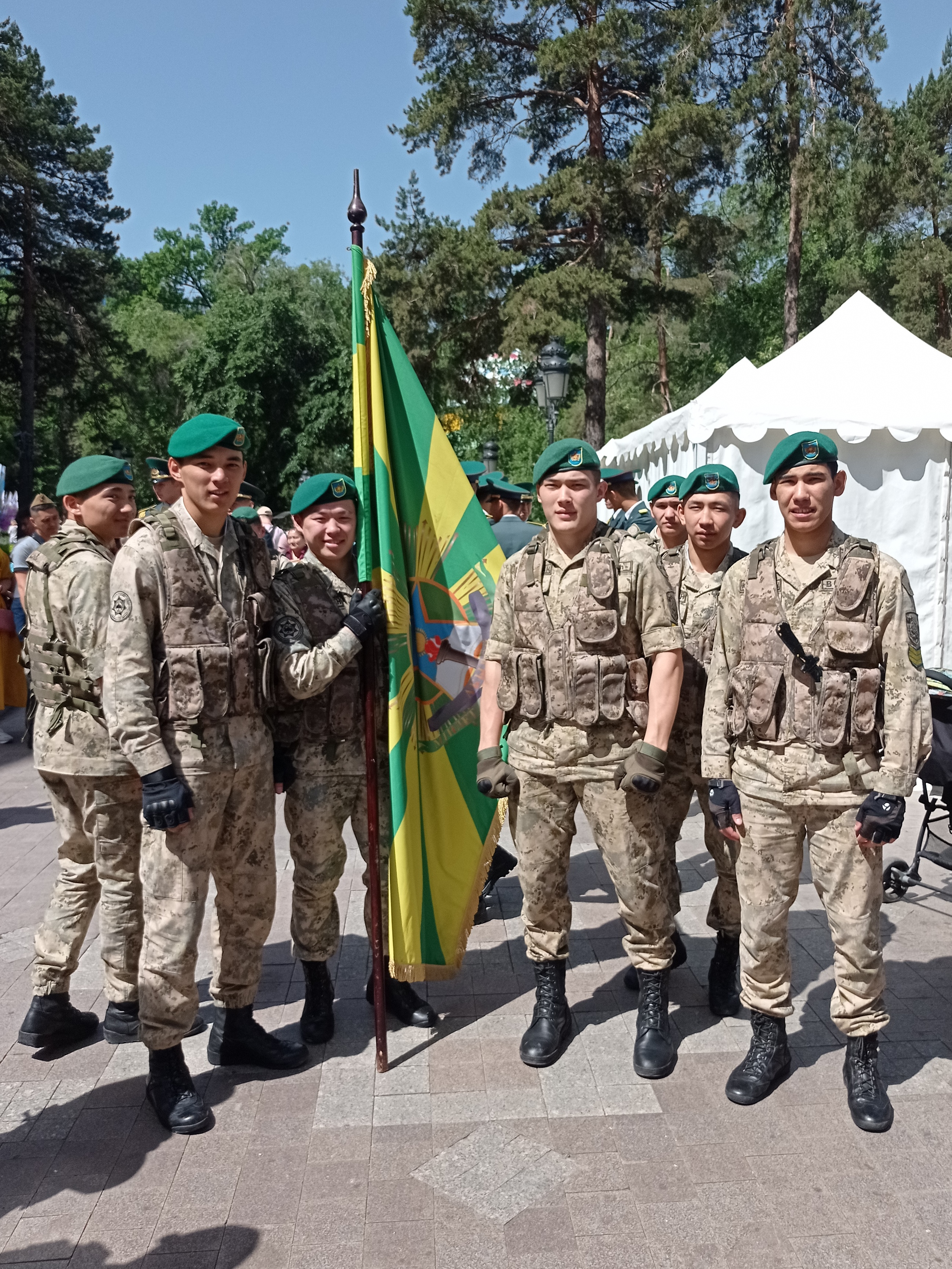
Курсанты Академии Пограничной службы КНБ Республики Казахстан в полевой форме

В июле 1993 училище преобразовывается в Военный институт Комитета национальной безопасности Республики Казахстан, с 5-летним сроком обучения и введением для слушателей юридического образования. Военный институт подчиняется непосредственно Председателю КНБ Республики Казахстан. Командует Военным институтом полковник Асылов Нургали Жумажанович.
В мае 1995 Указом Президента Республики Казахстан Военный институт КНБ Республики Казахстан преобразован в Военный институт Пограничных войск Республики Казахстан.
В марте 1997 Военный институт Пограничных войск Республики Казахстан преобразован в Военный институт Пограничных войск Министерства обороны Республики Казахстан, с 4-летним сроком обучения. Постановлением правительства Республики Казахстан от 14 июля 1997 года Военный институт Пограничных войск Министерства обороны Республики Казахстан преобразован в Высшее Пограничное командное училище Вооруженных Сил Республики Казахстан. В августе училищу в торжественной обстановке вручены грамота и Боевое знамя Высшего пограничного командного училища Вооружённых Сил Республики Казахстан. Приказом министра обороны в октябре начальником Высшего пограничного командного училища назначен генерал-майор Айжулов Турсун Габиденович.
В ноябре 1998 начальником Высшего пограничного училища назначен генерал-майор Джуламанов Нурлан Айтманович.
В июле 1999 Приказом Председателя КНБ Республики Казахстан Высшее пограничное командное училище Вооруженных Сил Республики Казахстан преобразовано в Военный институт КНБ Республики Казахстан с непосредственным подчинением Председателю КНБ Республики Казахстан. В августе начальником Военного института КНБ Республики Казахстан Приказом Председателя КНБ Республики Казахстан назначен полковник Мажитов Марат Алимжанович.
В сентябре 2000 начальником Военного института КНБ Республики Казахстан назначен генерал-майор Шокаев Ерболат Ибраимович.
В мае 2002 Военному институту КНБ Республики Казахстан вручено Боевое Знамя «Қазақстан Республикасы Ұлттық қаупсіздік комитетінің Әскери институты».
В октябре 2005 начальником Военного института КНБ Республики Казахстан назначен генерал-майор Елубаев Бауыржан Ыскакулы.
Приказом Председателя КНБ Республики Казахстан в декабре 2009 на должность начальника Военного института назначен генерал-майор Ильясов Абдырзак Надырович.
В соответствии с Указом Президента Республики Казахстан в июле 2011 Военный институт КНБ переименован в Пограничную академию КНБ Республики Казахстан. Первым начальником Пограничной академии КНБ Республики Казахстан назначен генерал-майор Есетов Талгат Малгаждарович.
В соответствии с Указом Президента Республики Казахстан 13 марта 2012 Пограничная академию КНБ Республики Казахстан переименована в Академию Пограничной службы КНБ Республики Казахстан.
В ходе массовых беспорядков в Казахстане, в ночь с 6 на 7 января 2022 на здание академии в Алма-Ате было совершено вооруженное нападение террористического характера с целью его захвата. Атака была отбита силами офицеров и курсантов академии. В ходе отражения террористической атаки погибли двое офицеров-преподавателей (полковник Андрей Кабдинов и капитан Жандос Жагалбаев), командир отделения Жайык Адылкан и двое курсантов академии (Мейрхан Бити и Даулет Жупарбеков). Самому младшему из погибших было 19 лет, самому старшему — 47. Также получил тяжёлые ранения начальник академии полковник Павел Поливанов (он вышел к толпе для переговоров, но в него тут же начали стрелять). 9 января указом президента Казахстана Касым-Жомарта Токаева «за отвагу и самоотверженность, проявленные при исполнении воинского и служебного долга, а также за подвиги, совершенные при защите интересов государства» Кабдинов и Жагалбаев были награждены военным орденом Доблести II степени (посмертно), а Адылкан, Битим и Жупарбеков — III степени (посмертно).

### Структура Алма-Атинского пограничного военного училища им. Ф. Э. Дзержинского
- Командование
- Курсантские дивизионы
- Цикл службы и тактики пограничных войск
- Общевойсковой цикл
- Цикл огневой подготовки
- Цикл физической подготовки и спорта
- Цикл марксизма-ленинизма

### Структура Высшего пограничного командного училища КГБ СССР
- Командование
- 4 учебных дивизиона (батальона), в каждом: 8-10 учебных групп (учебных пограничных застав) либо 3 учебных роты по 3-4 учебных взвода
- 13-я учебная рота (по подготовке специалистов служебного собаководства)
- Учебный центр (спецфакультет)(с 24 апреля 1982 г.), г. Фрунзе, Киргизская ССР
- Кафедра службы и тактики пограничных войск
- Кафедра специальных дисциплин
- Кафедра общевойсковых дисциплин
- Кафедра огневой подготовки (вооружения и стрельбы)
- Кафедра автобронетанковой подготовки
- Кафедра физической подготовки и спорта
- Кафедра марксизма-ленинизма
- Кафедра партийно-политической работы, военной педагогики и военной психологии (с 1982 г)
- Кафедра математики
- Кафедра теоретической механики
- Кафедра физики
- Кафедра иностранных языков (с 1963 г.)
- Кафедра военно-технической подготовки (21 декабря 1973 г.)
- Кафедра инженерного обеспечения охраны государственной границы
- Кафедра служебного собаководства (16 июня 1978 г.)
- Курсы усовершенствования офицерского состава (с 9 февраля 1981 г. — Курсы повышения квалификации офицерского состава)
- Батальон обеспечения учебного процесса: рота обеспечения учебного процесса, комендантская рота, авторота, рота хозяйственного обеспечения, объединенные ремонтно-технические мастерские
- Полевой учебный центр: рота учебного обеспечения, рота учебно-боевых машин, учебная пограничная застава, рота материально-хозяйственного обеспечения (Алма-Атинская область, п. Караой)
- Центральный питомник служебных собак ПВ КГБ СССР (Алма-Атинская область, п. Караой)
- Клуб
- Военный оркестр

## Награды
- 30 апреля 1975 г. — Орден Красного Знамени
- 26 декабря 1981 г. — Орден Октябрьской Революции.

## Начальники
- Крафт, Эдуард Эдуардович (1931—1933), комдив
- Лепин, Эрнест Михайлович (1933—1938), комбриг
- Яхнин Б. Д. (1938—1939), полковник
- Левинсон Я. М. (1939—1943), полковник
- Ухов И. Н. (1943—1944), генерал-майор
- Антонов, Сергей Михайлович (1944—1954), полковник
- Баранов, Григорий Иванович (1954—1960), полковник
- Кузьмин, Пётр Григорьевич (1960—1962 гг.), полковник
- Курский, Павел Петрович (1962—1968 гг.), генерал-майор
- Любин, Виктор Иванович (25 апреля 1968—1969 гг.), генерал-майор
- Заболотный, Григорий Маркович (21 июля 1969—1976 гг.), полковник, генерал-майор
- Меркулов, Матвей Кузьмич (январь 1976—1985 гг.), генерал-лейтенант
- Карпов, Иван Григорьевич (20 июля 1985—1987 гг.), генерал-лейтенант
- Пашеев, Владимир Сергеевич (6 марта 1987—1990 гг.), генерал-майор
- Лукашевич, Николай Филиппович (7 апреля 1990—1992 гг.), генерал-майор
- Таратута, Петр Васильевич (исполняющий обязанности, 1992), полковник
- Асылов, Нургали Жумажанович (1992—1997), генерал-майор
- Айжулов, Турсун Габиденович (1997—1998), генерал-майор
- Джуламанов, Нурлан Айтматович (1998—1999), генерал-майор
- Мажитов, Марат Алимжанович (1999—2000), генерал-майор
- Шокаев, Ерболат Ибраимович (2000—2005), генерал-майор
- Елубаев, Бауыржан Искакович (2005—2009), генерал-майор
- Есетов, Талгат Малгажарович (2009—2010), генерал-майор
- Ильясов, Абдразак Надырович (2010—2011), генерал-майор
- Есетов, Талгат Малгажарович (2011—2013), генерал-майор
- Бекжанов, Даурен Кунанбаевич (исполняющий обязанности, февраль 2013 - 2014), полковник
- Поливанов, Павел Константинович (март 2014― по настоящее время), генерал-майор

## Выпускники
45 выпускников и других военнослужащих училища были удостоены звания Героя Советского Союза, один из них (Голубев В. М.) — дважды, и 5 — Героя России.
- Богатырь, Иван Иванович
- Бубенин, Виталий Дмитриевич
- Важеркин, Иван Васильевич
- Говорухин, Лев Алексеевич
- Голубев, Виктор Максимович
- Делегей, Николай Куприянович
- Зарубин, Иван Петрович
- Зиновьев, Иван Дмитриевич
- Злобин Николай Анатольевич
- Иващенко, Иван Игнатьевич
- Калашников, Иван Иванович
- Ковалевский, Анатолий Николаевич
- Комаров Владимир Николаевич
- Красиков, Александр Васильевич
- Лапин, Александр Николаевич
- Лихотворик, Владимир Степанович
- Логвин, Петр Иванович
- Махалин, Алексей Ефимович
- Медведев, Дмитрий Геннадьевич
- Медведев, Сергей Юрьевич
- Меркулов, Матвей Кузьмич
- Мещеряков, Иван Иванович
- Михальков, Василий Фёдорович
- Петров, Григорий Петрович
- Проничев, Владимир Егорович
- Прудников, Михаил Сидорович
- Рудой, Анатолий Михайлович
- Рыхлов, Александр Дмитриевич
- Соболев, Дмитрий Филиппович
- Соловьев, Игорь Петрович
- Танкопий, Иван Алексеевич
- Усов, Виктор Михайлович
- Ухабов, Валерий Иванович
- Часов, Дмитрий Иванович
- Чоловский, Константин Захарович
- Чепурин, Филипп Федорович
- Шамардин, Павел Зиновьевич

См. Категория:Выпускники Алма-Атинского пограничного училища
При выполнении интернационального долга в Демократической Республике Афганистан погибли 19 выпускников училища.